# Gyponana alternata
Gyponana alternata är en insektsart som beskrevs av Delong 1983. Gyponana alternata ingår i släktet Gyponana och familjen dvärgstritar. Inga underarter finns listade i Catalogue of Life.